# 肯尼思嶺
70°57′S 71°30′E / 70.950°S 71.500°E
肯尼思嶺（英語：Kenneth Ridge）是南極洲的山嶺，位於麥克羅伯特森地，屬於曼寧冰原島峰的一部分，由美國海軍拍攝照片，以無線電操作員命名，現時由南極條約體系管理。